# Cicindela campestris
Cicindela campestris là một loài bọ cánh cứng bao gồm một số phân loài sau::
- Cicindela campestris atlantis Mandl, 1944
- Cicindela campestris balearica Sydow, 1934
- Cicindela campestris cyprensis Hlisnikowsky, 1929
- Cicindela campestris nigrita Dejean, 1825
- Cicindela campestris olivieria Brullé, 1832
- Cicindela campestris palustris Motschulsky, 1840
- Cicindela campestris pontica Fischer von Waldheim, 1825
- Cicindela campestris saphyrina Gené, 1836
- Cicindela campestris siculorum Schilder, 1953
- Cicindela campestris suffriani Loew, 1943
- Cicindela campestris calabrica  Mandl, 1944

## Hình ảnh

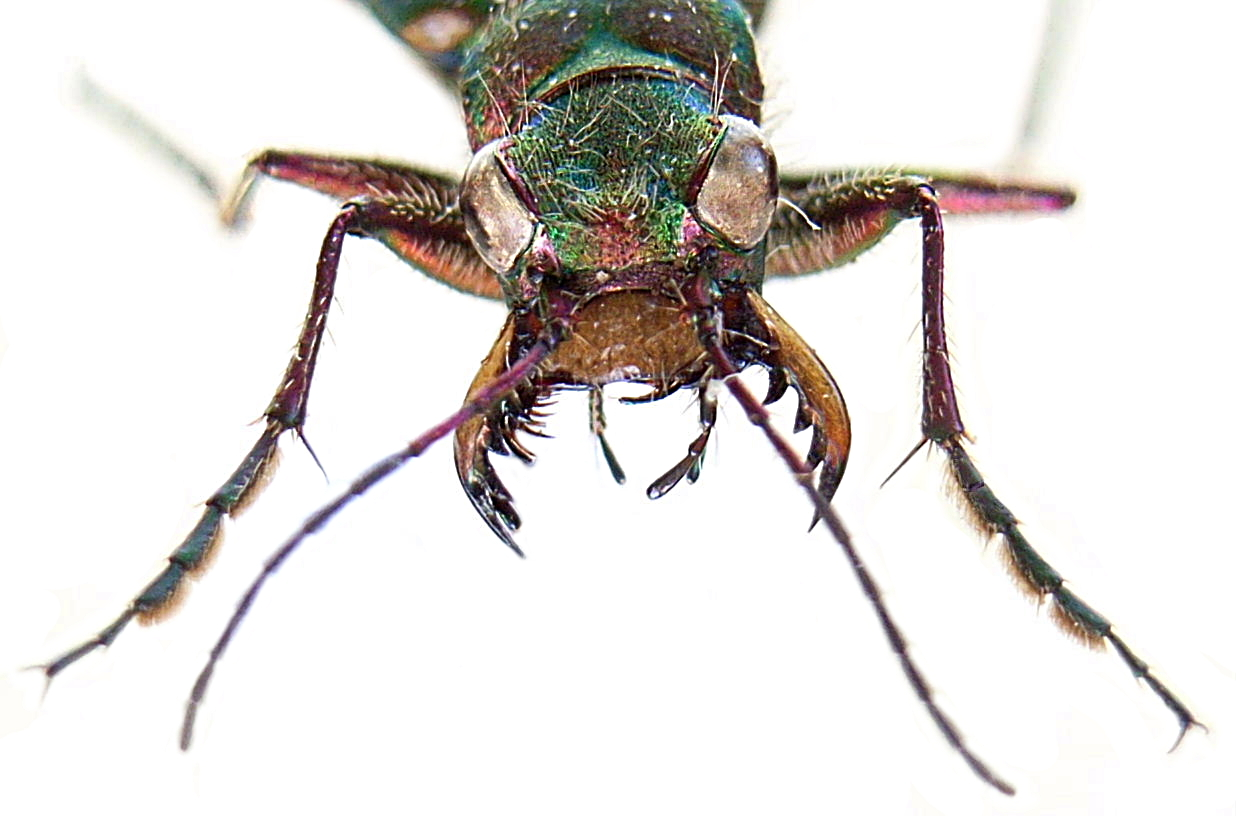
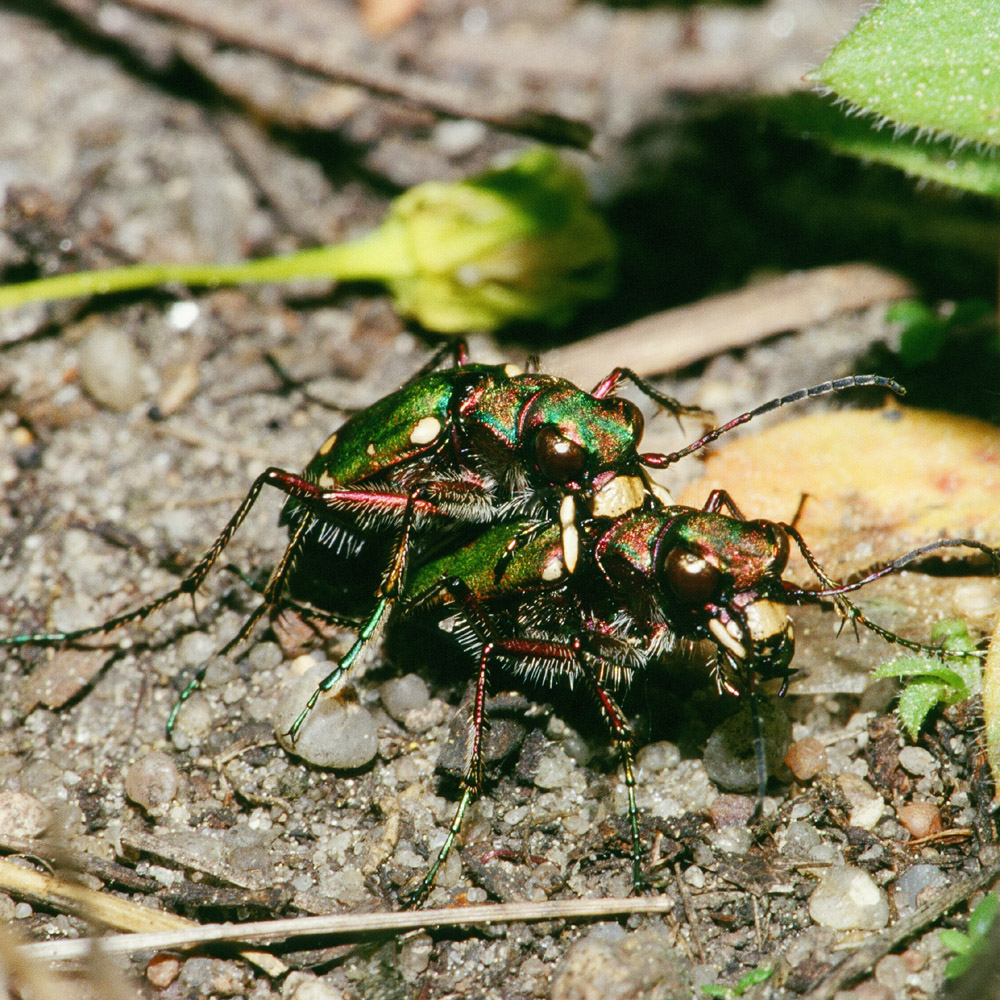
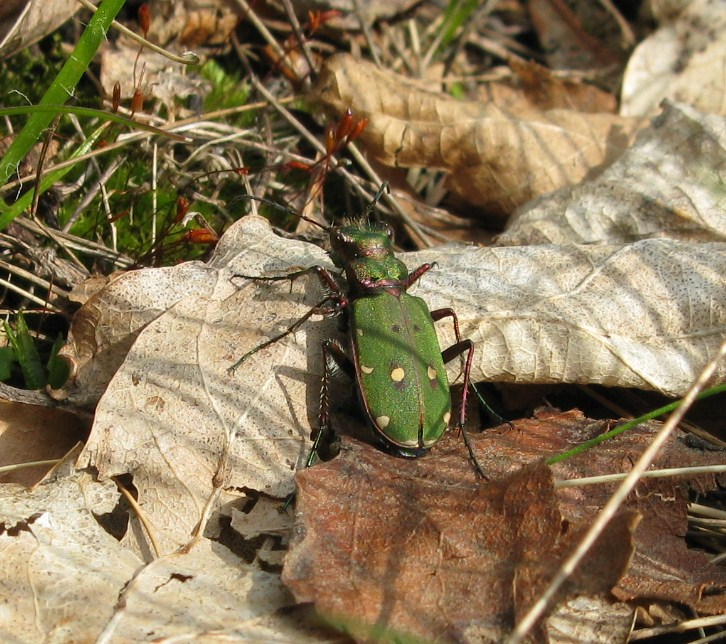
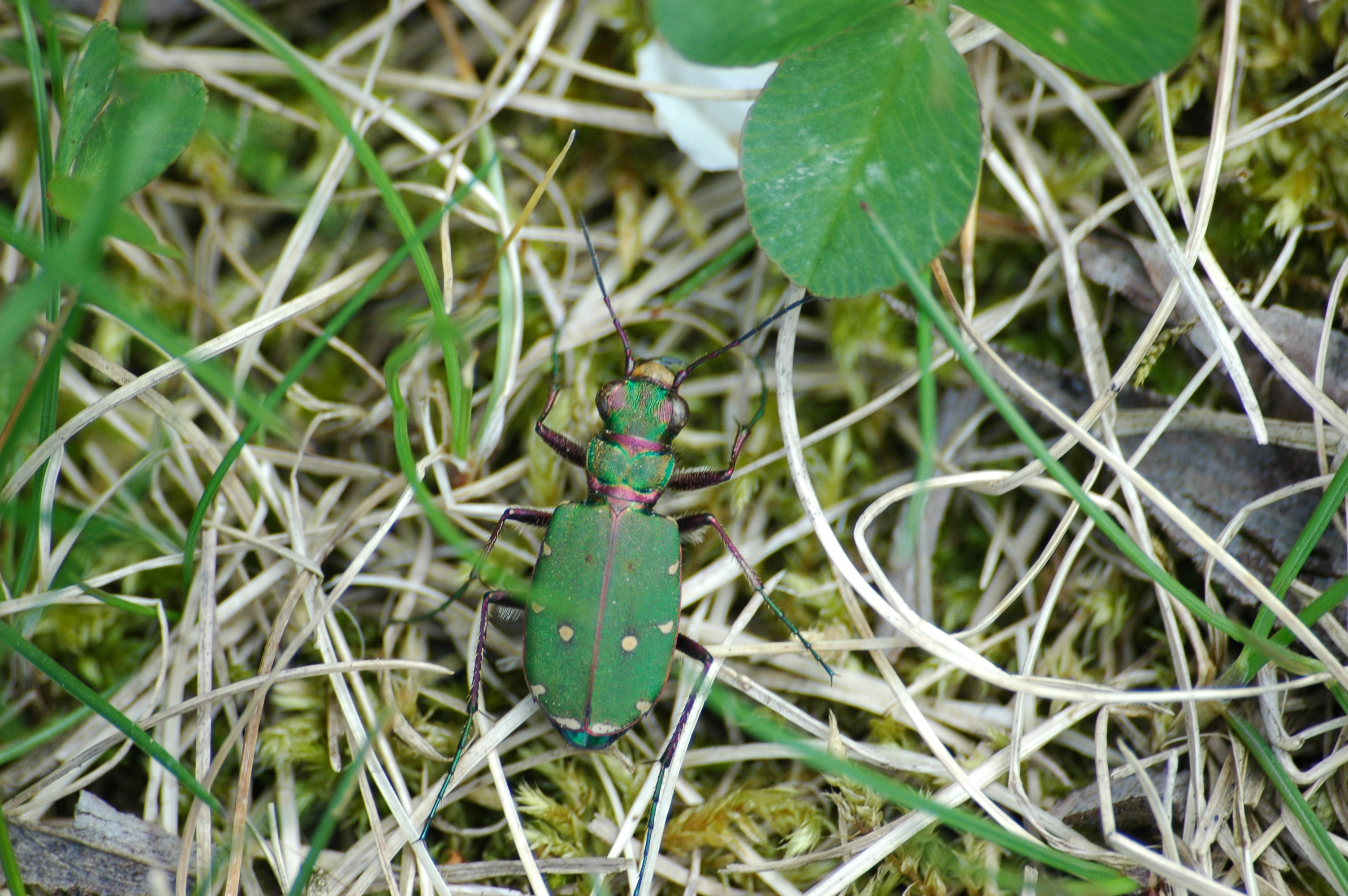